# Duchu Święty, raczyż przyjdź k nam
Duchu Święty, raczyż przyjdź k nam – polska parafraza hymnu Veni Creator Spiritus, zamieszczona w dziele Żywot Pana Jezu Krysta opublikowanym w 1522.
Utwór stanowi dość dokładny przekład łacińskiego pierwowzoru autorstwa Hrabana Maura. Polski tłumacz dodał jednak do siedmiu oryginalnym zwrotek jedną własną. Pieśń rozpoczyna się inwokacją do Osoby Boskiej, środkowa część zawiera pochwały Bóstwa oraz prośby o łaskę i pomoc dla wiernych, zaś na końcu umieszczona jest doksologia. Zwrotka dodana przez tłumacza zawiera prośbę o nagrodę za przestrzeganie cnót.